# Bulusan (Kalipuro)
Bulusan is een bestuurslaag in het regentschap Banyuwangi van de provincie Oost-Java, Indonesië. Bulusan telt 7279 inwoners (volkstelling 2010).